# Congiuntiva bulbare
La congiuntiva bulbare è la parte di tonaca congiuntivale che si applica sul bulbo oculare e ricopre la superficie anteriore della sclera, ad eccezione della porzione della cornea. Costituita da epitelio pavimentoso, la congiuntiva bulbare poggia debolmente su una lamina propria connettivale lassa. La tonaca congiuntivale bulbare è liscia, molto sottile e così trasparente da lasciare intravedere il colore bianco della sclerotica ed i vasi congiuntivali e ciliari anteriori. In posizione mediale, poi, la congiuntiva tarsale accoglie i puntini lacrimali superiore ed inferiore, che rappresentano l'inizio delle vie lacrimali.